# 残念賞
残念賞（ざんねんしょう）とは、大会等で入選から漏れた人に贈られる賞または賞品、くじ引き等で入選を逃した人に贈られる景品のことである。

## 概要
主にくじ引き等で特等賞、一等賞、二等賞、三等賞と景品の等級に応じて定められた賞のうち、最下級の景品を指していう場合が多く、ティッシュペーパーやボールペンなど、比較的安価なものを贈られることが多い。特定の条件を満たした場合に賞が贈られる方式の大会等の場合、特に不名誉な条件を満たした場合の賞として設定される場合もある。また、特定の集団において成績や実力の劣る人物を揶揄する表現としても用いられることがあり、蔑称としての意味合いも含む。そのため安易な使用は避けるのが望ましい。